# Tragia incisifolia
Tragia incisifolia är en törelväxtart som beskrevs av David Prain. Tragia incisifolia ingår i släktet Tragia och familjen törelväxter. Inga underarter finns listade i Catalogue of Life.